# 第15回全国高等学校バスケットボール選抜優勝大会
第15回全国高等学校バスケットボール選抜優勝大会（だい15かい ぜんこくこうとうがっこうバスケットボールせんばつゆうしょうたいかい）は、1985年3月26日から30日まで代々木体育館別館等で開催された全国高等学校バスケットボール選抜優勝大会。

## 出場校
| ブロック | 都道府県 | 男子             | 男子           | 都道府県 | 女子                 | 女子           |
| ブロック | 都道府県 | 出場校           | 出場回数       | 都道府県 | 出場校               | 出場回数       |
| -------- | -------- | ---------------- | -------------- | -------- | -------------------- | -------------- |
| 北海道   | 北海道   | 東海大学第四     | 2年ぶり10回目  | 北海道   | 札幌静修             | 3年ぶり7回目   |
| 東北1    | 秋田県   | 能代工業         | 15年連続15回目 | 秋田県   | 大曲                 | 3年ぶり11回目  |
| 東北2    | 秋田県   | 大曲農業         | 初出場         | 宮城県   | 聖和学園吉田         | 初出場         |
| 関東1    | 千葉県   | 市立船橋         | 初出場         | 千葉県   | 市立船橋             | 初出場         |
| 関東2    | 群馬県   | 高崎商業         | 初出場         | 栃木県   | 小山城南             | 初出場         |
| 関東3    | 埼玉県   | 埼玉栄           | 3年連続3回目   | 埼玉県   | 星野女子             | 3年連続4回目   |
| 関東3    | 茨城県   | 土浦日本大学     | 11年連続13回目 | 茨城県   | 竜ヶ崎南             | 初出場         |
| 東京都1  | 東京都   | 明治大学付属中野 | 7年ぶり7回目   | 東京都   | 東京成徳短期大学附属 | 14年連続14回目 |
| 東京都2  | 東京都   | 日本大学豊山     | 2年ぶり2回目   | 東京都   | 東亜学園             | 2年連続5回目   |
| 北陸     | 福井県   | 北陸             | 6年連続7回目   | 石川県   | 中島                 | 4年ぶり2回目   |
| 信越     | 新潟県   | 新潟工業         | 3年ぶり2回目   | 新潟県   | 新潟商業             | 5年ぶり2回目   |
| 東海1    | 岐阜県   | 岐阜農林         | 4年連続11回目  | 愛知県   | 名古屋短期大学付属   | 2年連続2回目   |
| 東海2    | 愛知県   | 愛知             | 初出場         | 静岡県   | 市立沼津             | 3年ぶり2回目   |
| 東海3    | 三重県   | 四日市工業       | 14年ぶり2回目  | 岐阜県   | 大垣商業             | 初出場         |
| 近畿1    | 大阪府   | 初芝             | 6年ぶり6回目   | 兵庫県   | 甲子園学院           | 3年連続5回目   |
| 近畿2    | 滋賀県   | 八幡工業         | 2年連続2回目   | 大阪府   | 薫英                 | 3年連続7回目   |
| 近畿3    | 京都府   | 東山             | 初出場         | 京都府   | 明徳商業             | 初出場         |
| 中国1    | 岡山県   | 岡山理科大学附属 | 7年ぶり2回目   | 島根県   | 松江商業             | 2年連続4回目   |
| 中国2    | 島根県   | 松江南           | 初出場         | 山口県   | 光                   | 初出場         |
| 四国     | 愛媛県   | 新田             | 2年ぶり3回目   | 愛媛県   | 済美                 | 4年ぶり4回目   |
| 九州1    | 福岡県   | 修猷館           | 2年連続2回目   | 大分県   | 日田商業             | 2年ぶり3回目   |
| 九州2    | 沖縄県   | 中部工業         | 初出場         | 福岡県   | 中村学園女子         | 6年連続6回目   |
| 推薦1    | 東京都   | 京北             | 15年連続15回目 | 千葉県   | 昭和学院             | 7年連続11回目  |
| 推薦2    | 福岡県   | 福岡大学附属大濠 | 12年連続12回目 | 茨城県   | 日立第二             | 9年ぶり2回目   |

## 試合結果

### 男子
1回戦
- 松江南 79 - 71 新潟工業
- 愛知 69 - 52 新田
- 明治大学付属中野 87 - 59 土浦日本大学
- 四日市工業 76 - 73 岡山理科大学附属

- 八幡工業 67 - 56 修猷館
- 東山 87 - 51 中部工業
- 埼玉栄 70 - 64 大曲農業
- 高崎商業 65 - 64 日本大学豊山

2回戦
- 能代工業 79 - 55 松江南
- 愛知 75 - 73 東海大学第四
- 岐阜農林 79 - 58 明治大学付属中野
- 市立船橋 61 - 59 東山

- 福岡大学附属大濠 77 - 56 埼玉栄
- 北陸 73 - 64 高崎商業
- 四日市工業 67 - 49 初芝
- 京北 93 - 58 八幡工業

準々決勝
- 岐阜農林 75 - 74 市立船橋
- 福岡大学附属大濠 85 - 64 北陸
- 京北 68 - 65 四日市工業
- 能代工業 85 - 68 愛知

準決勝
- 能代工業 81 - 60 岐阜農林
- 京北 90 - 83 福岡大学附属大濠

3位決定戦
- 岐阜農林 83 - 70 福岡大学附属大濠

決勝
- 能代工業 102 - 61 京北

### 女子
1回戦
- 中村学園女子 79 - 52 市立沼津
- 松江商業 51 - 40 竜ヶ崎南
- 薫英 61 - 46 東亜学園
- 聖和学園吉田 73 - 31 光

- 日立第二 72 - 37 新潟商業
- 小山城南 62 - 35 大垣商業
- 星野女子 73 - 39 済美
- 明徳商業 82 - 70 中島

2回戦
- 昭和学院 71 - 64 中村学園女子
- 札幌静修 60 - 49 松江商業
- 市立船橋 70 - 54 星野女子
- 甲子園学院 90 - 47 明徳商業

- 大曲 53 - 52 薫英
- 名古屋短期大学付属 59 - 55 日立第二
- 東京成徳短期大学附属 74 - 62 小山城南
- 聖和学園吉田 82 - 54 日田商業

準々決勝
- 昭和学院 84 - 62 札幌静修
- 名古屋短期大学付属 52 - 43 大曲
- 甲子園学院 60 - 51 市立船橋
- 東京成徳短期大学附属 66 - 51 聖和学園吉田

準決勝
- 名古屋短期大学付属 82 - 62 昭和学院
- 東京成徳短期大学附属 69 - 53 甲子園学院

3位決定戦
- 甲子園学院 57 - 54 昭和学院

決勝
- 東京成徳短期大学附属 56 - 54 名古屋短期大学付属（OT）

## 大会ベスト5
男子
- 金子寛治 (能代工業№4・2年)
- 安達康 (能代工業№5・2年)
- 中山義則 (能代工業№・2年)
- 清水正雄 (京北№・年)
- 田口誠二 (岐阜農林№・年)

女子
- 早川ゆかり (東京成徳短期大学附属№・年)
- 斉須純子 (東京成徳短期大学附属№・年)
- 山崎葉子 (名古屋短期大学付属№・年)
- 松井幸代 (名古屋短期大学付属№・年)
- 谷田明子 (甲子園学院№・年)